# 덴트관박쥐
덴트관박쥐(Rhinolophus denti)는 관박쥐과에 속하는 박쥐의 일종이다. 앙골라와 보츠와나, 가나, 기니, 기니비사우, 나미비아, 남아프리카공화국, 짐바브웨에서 발견된다. 자연 서식지는 건조 사바나 지역이고, 동굴과 기타 지하 서식지에서 둥지 생활을 한다.

## 특징
덴트관박쥐는 몸길이가 약 7cm, 몸무게 6g의 작은 박쥐이다. 털은 길고 부드럽다. 상체는 갈색 또는 회색이고 하체는 연한 색을 띤다. 날개는 갈색이며, 가장자리가 희다.

## 생태
수십 마리부터 수백 마리 이상까지 다양한 범위로 모여서 집단적인 둥지 생활을 한다. 둥지는 보통 춥고 습한 동굴이다. 특정 환경 조건 아래에서 동면 상태에 들어가는 특징을 갖고 있다. 밤에 비행을 하며, 부드러운 몸을 가진 다양한 곤충을 잡아먹는 식충성 동물이다. 번식 습성에 대해서는 거의 알려져 있지 않지만, 생후 약 2개월이 지나서 한 마리의 새끼를 낳는 다른 관박쥐류와 유사한 것으로 추정된다.

## 보전 상태
덴트관박쥐는 수백 킬로미터 떨어진 별도의 두 곳에서 서식한다. 한 곳은 서아프리카로 세네갈과 기니, 기니비사우, 가나이다. 나머지 한 곳은 남아프리카로 앙골라 남부와 나미비아, 보츠와나 서부, 짐바브웨 서부, 남아프리카공화국 북부 지역이다. 현재보다 더 풍부할 수 있지만, 현재 서아프리카에서는 100개 이하의 무리가 알려져 있고 남아프리카에서는 200개 이하의 무리가 알려져 있다. 개체군 추이는 알려져 있지 않지만 둥지가 있는 장소의 가능한 교란 이외의 직면하고 있는 특별한 위협 요소는 없으며, 국제 자연 보전 연맹(IUCN)이 보전 등급을 "관심대상종"으로 분류하고 있다.